# 彼得·诺瓦克
彼得·诺瓦克（捷克語：Petr Novák，1975年3月31日—），捷克男子田径运动员。他曾代表捷克参加1996年和2000年夏季残疾人奥林匹克运动会田径比赛，其中2000年夏季残奥会获得一枚银牌。